# Nikon D1H
Die Nikon D1H (H für engl. high-speed) ist eine digitale Spiegelreflexkamera des japanischen Herstellers Nikon, die im Juli 2001 in den Markt eingeführt wurde. Der Hersteller richtete sie speziell auf die Hochgeschwindigkeitsfotografie wie zum Beispiel Sportaufnahmen aus.

## Technische Merkmale
Der 2,74-Megapixel-CCD-Bildsensor erlaubt Aufnahmen mit maximal 2000 × 1312 Pixeln. Er besitzt eine Größe von 23,7 mm × 15,6 mm (Herstellerbezeichnung DX-Format) und stammt vom japanischen Hersteller Sony.
Die Kamera besitzt eine 3D-Matrixmessung, die auch einen automatischen Weißabgleich und eine Tonwertkorrektur ermöglicht. Die Kamera kann bis zu 40 Aufnahmen in Serie bei 5 Bildern pro Sekunde machen. Der farbige Monitor mit Hintergrundbeleuchtung besitzt eine Auflösung von 130.000 Pixel. Die Kamera kann intern mit ICC-Farbprofilen arbeiten. Sie besitzt ferner verschiedene Individualfunktionen, einen ASIC-Prozessor und eine eingebaute RS232c-Schnittstelle zum optionalen Anschluss eines GPS-Empfängers.
Die Kamera beruht technisch in weiten Teilen auf dem Modell Nikon D1.